# Jean Calvé
Jean Calvé (* 30. April 1984 in Cormeilles-en-Parisis) ist ein französischer ehemaliger Fußballspieler.

## Karriere
Als Jugendlicher durchlief Calvé das INF Clairefontaine, auch bekannt als INF Clairefontaine. Ab 2000 war er Mitglied der Jugendmannschaft des FC Sochaux und kam in der Saison 2002/03 erstmals für dessen Reservemannschaft zum Einsatz. 2004 rückte er zwar in den Profikader auf, spielte im Erstligateam zunächst jedoch überhaupt nicht. Es dauerte bis zum 15. Oktober 2005, dass er beim 1:1 gegen Girondins Bordeaux als 21-Jähriger sein Debüt gab, wobei er direkt in der Startelf stand. Fortan lief er regelmäßig für das Team auf und spielte, abgesehen von einem Spiel, in dem er die Rote Karte sah, stets durch.
Im Sommer 2006 wurde er vom Ligakonkurrenten UC Le Mans verpflichtet. Für den Spieler, der lediglich auf einige Monate in der höchsten Spielklasse zurückblicken konnte, wurde eine auf eine Million Euro geschätzte Ablösesumme bezahlt. Bei Le Mans zählte er ebenfalls zum Kreis der Stammspieler. Er trug zwei Jahre lang das Trikot des Vereins, ehe er sich 2008 für einen Wechsel zur AS Nancy entschied.
Für den Erstligisten aus Lothringen spielte er ein halbes Jahr, konnte sich aber im Team nicht vollständig etablieren und wurde zur Winterpause 2008/09 an den FC Lorient ausgeliehen. Bei Lorient lief er allerdings auch nicht häufiger auf. Nach seiner Rückkehr zu Nancy zur Spielzeit 2009/10 stand er an deren Anfang lediglich im Kader der zweiten Mannschaft. Dennoch gelang ihm im Oktober 2009 eine Rückkehr in die erste Liga, als er an Grenoble Foot ausgeliehen wurde. Dort war er bis zum Saisonende Stammspieler und hatte so Anteil am Abstieg in die zweite Liga. Im Sommer 2010 wurde seine Rückkehr zu Nancy ein weiteres Mal verschoben, als Calvé an den englischen Zweitligisten Sheffield United verliehen wurde. Am 4. Spieltag der neuen Saison gelang ihm beim 1:0 gegen Preston North End sein Debüt in der Liga. Insgesamt wurde er an 18 der 46 Spieltage eingesetzt und zählte damit nicht zu den wichtigen Leistungsträgern. 2011 kehrte er nach Nancy zurück und wurde nach zweieinhalb Jahren wieder in die erste Mannschaft eingegliedert. Mit acht Erstligaspielen hatte er allerdings lediglich die Rolle eines Ergänzungsspielers inne.
Im März 2012 unterschrieb er zur Spielzeit 2012/13 beim Ligakonkurrenten SM Caen, der am Ende der Saison jedoch abstieg. Damit trat Calvé im Sommer 2012 erstmals in seiner Karriere den Gang in die zweite französische Liga an, wo er sofort zum Stammspieler avancierte. 2014 gelang der Aufstieg in die Erstklassigkeit, durch den er selbst jedoch seine Position in der ersten Elf einbüßte. Am Ende der Saison 2014/15 wurde sein auslaufender Vertrag nicht verlängert. Im Dezember 2015 verpflichtete ihn der belgische Erstligist Oud-Heverlee Leuven, allerdings besaß er dort in der nachfolgenden Zeit keine Chance auf Einsätze. 2017 wechselte er zum französischen Zweitligaaufsteiger SC Amiens und schaffte mit diesem im Folgejahr auch den Aufstieg in die erste Liga.